# Epimedium latisepalum
Epimedium latisepalum är en berberisväxtart som beskrevs av W.T. Stearn. Epimedium latisepalum ingår i släktet sockblommor, och familjen berberisväxter. Inga underarter finns listade i Catalogue of Life.